# Callomelitta nigra
Callomelitta nigra är en biart som först beskrevs av Rayment 1929.  Callomelitta nigra ingår i släktet Callomelitta och familjen korttungebin. Inga underarter finns listade.